# Tamba parallela
Tamba parallela är en fjärilsart som beskrevs av Alfred Ernest Wileman 1915. Tamba parallela ingår i släktet Tamba och familjen nattflyn. Inga underarter finns listade i Catalogue of Life.